# Trofeo Alfredo Binda - Comune di Cittiglio 2021
Il Trofeo Alfredo Binda - Comune di Cittiglio 2021, quarantacinquesima edizione della corsa, valevole come seconda prova dell'UCI Women's World Tour 2021 categoria 1.WWT, si svolse il 21 marzo 2021 su un percorso di 141,8 km, con partenza da Cocquio-Trevisago e arrivo a Cittiglio, in Italia. La vittoria fu appannaggio dell'italiana Elisa Longo Borghini, la quale completò il percorso in 3h43'29", alla media di 38,070 km/h, precedendo l'olandese Marianne Vos e la danese Cecilie Uttrup Ludwig.
Sul traguardo di Cittiglio 54 cicliste, su 116 partite da Cocquio-Trevisago, portarono a termine la competizione.

## Squadre e corridori partecipanti
| N.      | Cod. | Squadra                   |
| ------- | ---- | ------------------------- |
| 1-6     | JVW  | Jumbo-Visma Women Team    |
| 11-16   | ALE  | Alé BTC Ljubljana         |
| 21-26   | CSR  | Canyon-SRAM Racing        |
| 31-36   | FDJ  | FDJ Nouvelle-Aquitaine    |
| 41-46   | LIV  | Liv Racing                |
| 51-56   | MOV  | Movistar Team Women       |
| 61-66   | BEX  | Team BikeExchange         |
| 71-76   | DSM  | Team DSM                  |
| 81-86   | SDW  | Team SD Worx              |
| 92-96   | TFS  | Trek-Segafredo            |
| 101-106 | WNT  | Ceratizit-WNT Pro Cycling |

| N.      | Cod. | Squadra                         |
| ------- | ---- | ------------------------------- |
| 111-116 | VAL  | Valcar-Travel & Service         |
| 121-126 | PHV  | Parkhotel Valkenburg            |
| 131-135 | TIB  | Team Tibco-SVB                  |
| 141-146 | MNX  | A.R. Monex Women's              |
| 151-156 | VAI  | Aromitalia-Basso Bikes-Vaiano   |
| 161-166 | BPK  | BePink                          |
| 171-176 | BTW  | Born To Win G20 Ambedo          |
| 182-186 | CGS  | Cogeas-Mettler Pro Cycling Team |
| 191-197 | SBT  | Isolmant-Premac-Vittoria        |
| 201-206 | SER  | Servetto-Makhymo-Beltrami TSA   |
| 211-216 | TOP  | Top Girls Fassa Bortolo         |

## Ordine d'arrivo (Top 10)
| Pos. | Corridore             | Squadra | Tempo    |
| ---- | --------------------- | ------- | -------- |
| 1    | Elisa Longo Borghini  | Trek    | 3h43'29" |
| 2    | Marianne Vos          | Jumbo   | a 1'42"  |
| 3    | Cecilie Uttrup Ludwig | FDJ     | s.t.     |
| 4    | Katarz. Niewiadoma    | Canyon  | s.t.     |
| 5    | Soraya Paladin        | Liv     | s.t.     |
| 6    | Mavi García           | Alé     | s.t.     |
| 7    | Elisa Balsamo         | Valcar  | a 2'46"  |
| 8    | Sofia Bertizzolo      | Liv     | s.t.     |
| 9    | Emilia Fahlin         | FDJ     | s.t.     |
| 10   | Floortje Mackaij      | DSM     | s.t.     |